# Poliocheridae
 Poliocheridae — вимерла родина павукоподібних ряду рицінулей (Ricinulei). Родина існувала у кінці крейдяного періоду. Скам'янілості представників родини знайдено у США у штаті Іллінойс та в Англії.

## Класифікація
Родина містить 2 роди з 5 видами:
- Poliochera Scudder, 1884

- Poliochera gibbsi Selden, 1992
- Poliochera glabra Petrunkevitch, 1913
- Poliochera punctulata Scudder, 1884
- Poliochera pustulatus Laurentiaux-Vieira & Laurentiaux, 1963

- Terpsicroton Selden, 1992

- Terpsicroton alticeps (Pocock, 1911)